# Museu Municipal Leonel Trindade de Torres Vedras

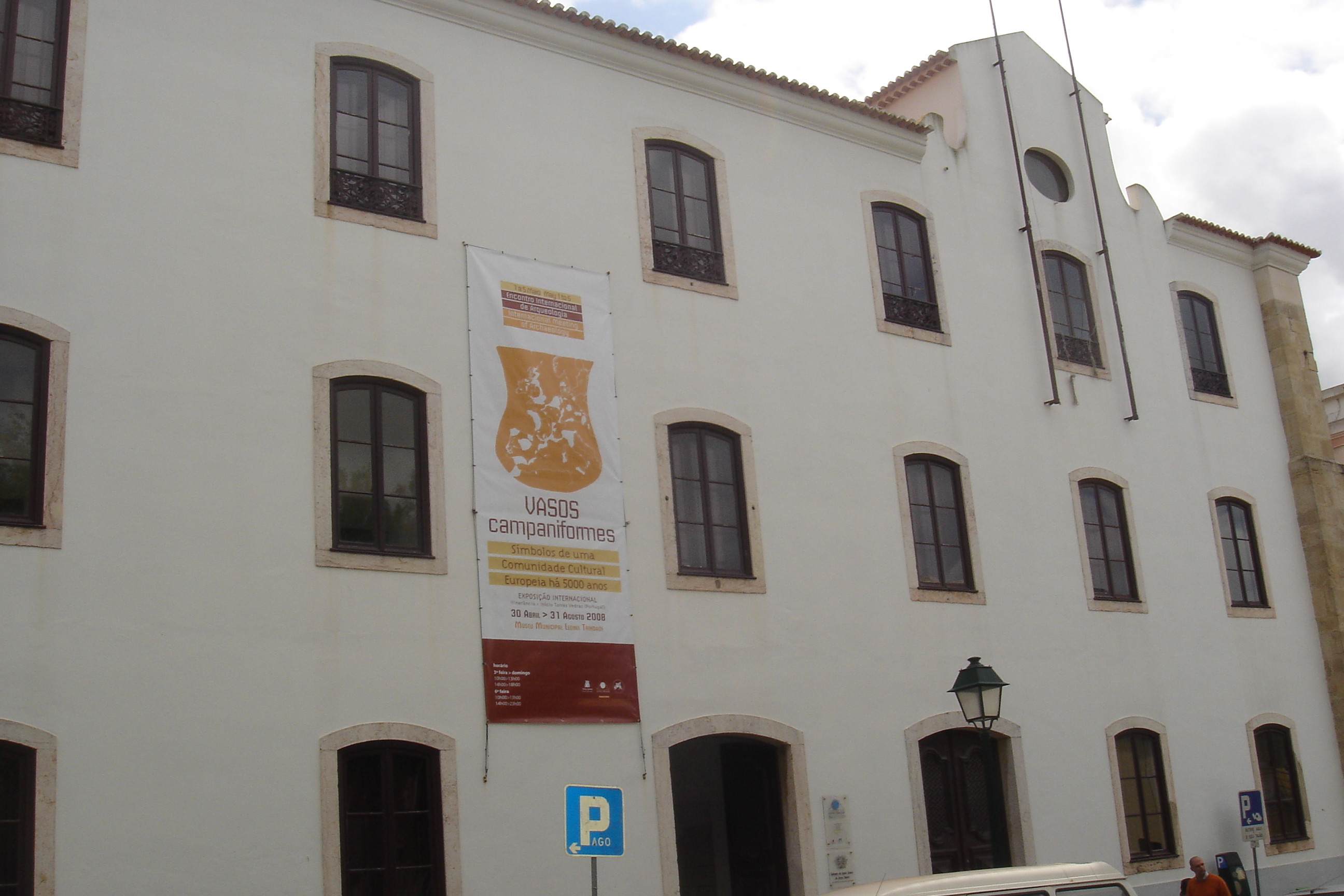
Fassade des Museu Municipal Leonel Trindade während der Glockenbecherausstellung, Torres Vedras 2008.

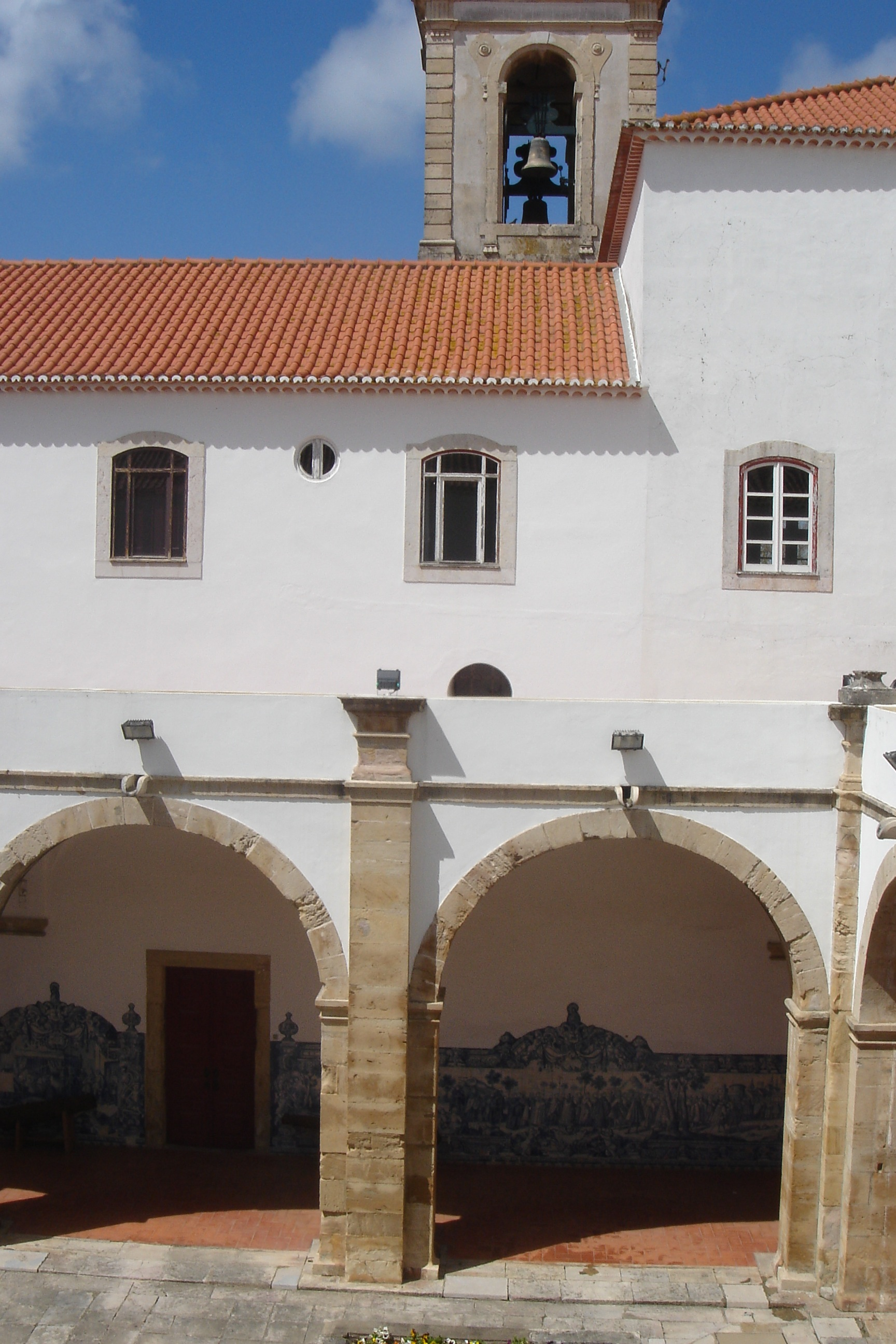
Blick in den Innenhof des Convento da Graça, an dem das Museu Municipal Leonel Trindade liegt, Torres Vedras 2008.

Das Museu Municipal Leonel Trindade de Torres Vedras ist ein archäologisches und Regionalmuseum in Torres Vedras, in Portugal. Es befindet sich im ehemaligen Kloster „Convento da Graça“ am Südrand des Stadtzentrums. 

## Schwerpunkte
Neben der umfangreichen archäologischen Abteilung enthält das Museum Kunstwerke aus den städtischen Kirchen sowie das älteste Grundbuch der Region aus der Zeit des Königs Manuel I. (Regierungszeit: 1495–1521).
Ein großer Teil der archäologischen Bestände geht auf die Sammlung des ehemaligen Museumsdirektors, Leonel Trindade, zurück, der auch die kupferzeitliche, befestigte Siedlung von Zambujal (3. Jahrtausend v. Chr.) entdeckte. Ausgrabungen vermehrten diese Funde so weit, dass sie den größten Fundus der vorgeschichtlichen Abteilung bilden. Trinidades Sohn Leonel Joaquim Trindade schuf zwei Modelle dieser kupferzeitlichen Anlage. Außerdem besteht der archäologische Fundus aus den Ausgrabungen und Sammlungen des Museumsdirektors vor Leonel Trindade, dem ehemaligen Militärarzt Aurélio Ricardo Belo, sowie von mehreren kleineren Ausgrabungen und Pospektionskampagnen aus jüngerer Zeit. 
Ein weiterer Schwerpunkt der Sammlungen bezieht sich auf die Napoleonischen Kriege und die damit zusammenhängenden Befestigungslinien von Torres Vedras. 
Am 27. Mai 2016 wurde die Ausstellung "Histórias do Zambujal" eröffnet, in deren Mittelpunkt die Ausgrabungen von Zambujal stehen, aber auch die gesamte nacheiszeitliche Entwicklung vom Mesolithikum bis zur Bronzezeit im Landkreis von Torres Vedras dargestellt wird, sowie die dazu gehörende Forschungsgeschichte. Die Ausstellung wurde bis auf weiteres verlängert.

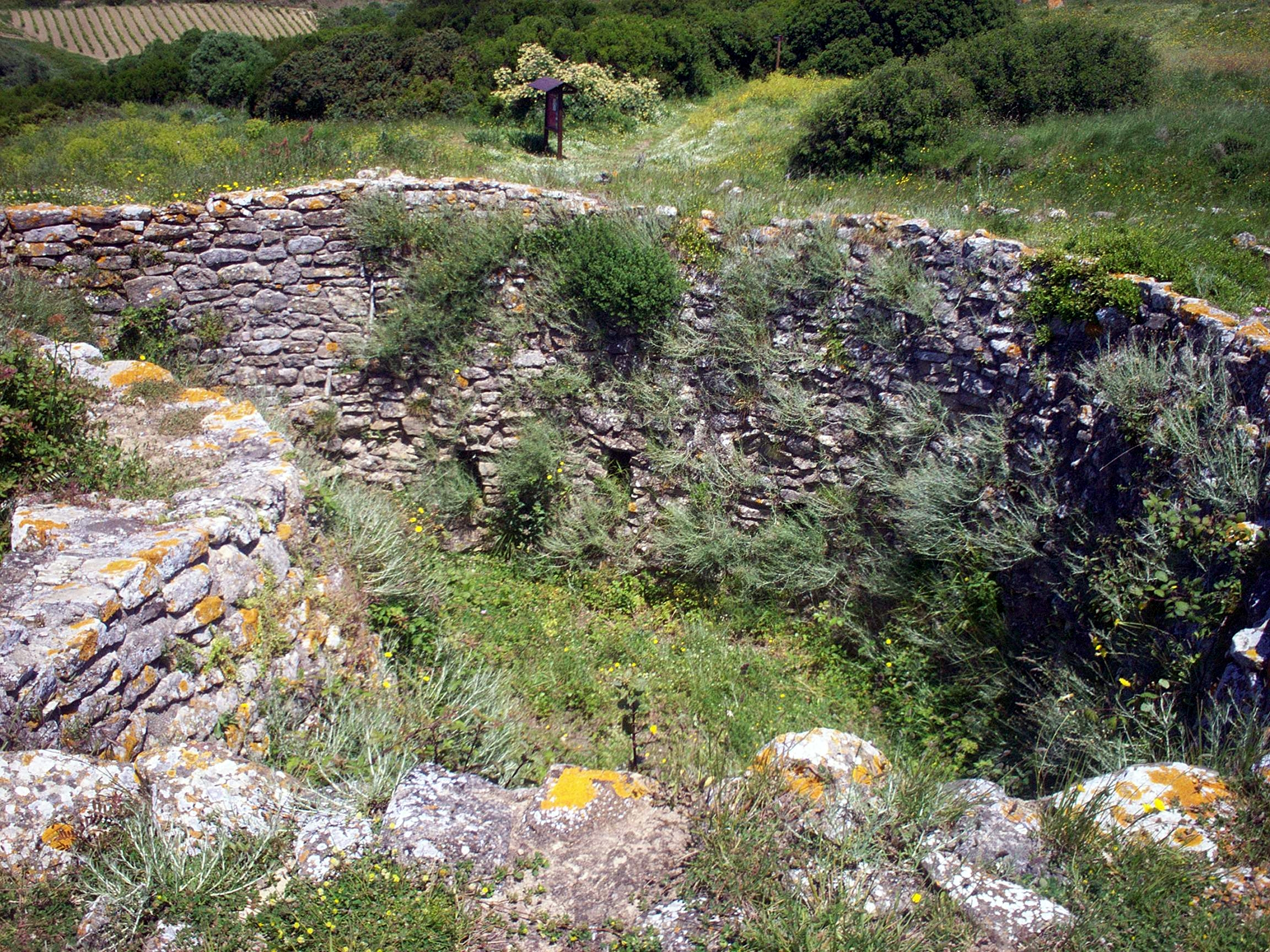
Castro do Zambujal, von wo viele der Ausstellungsstücke stammen

## Museumsgeschichte

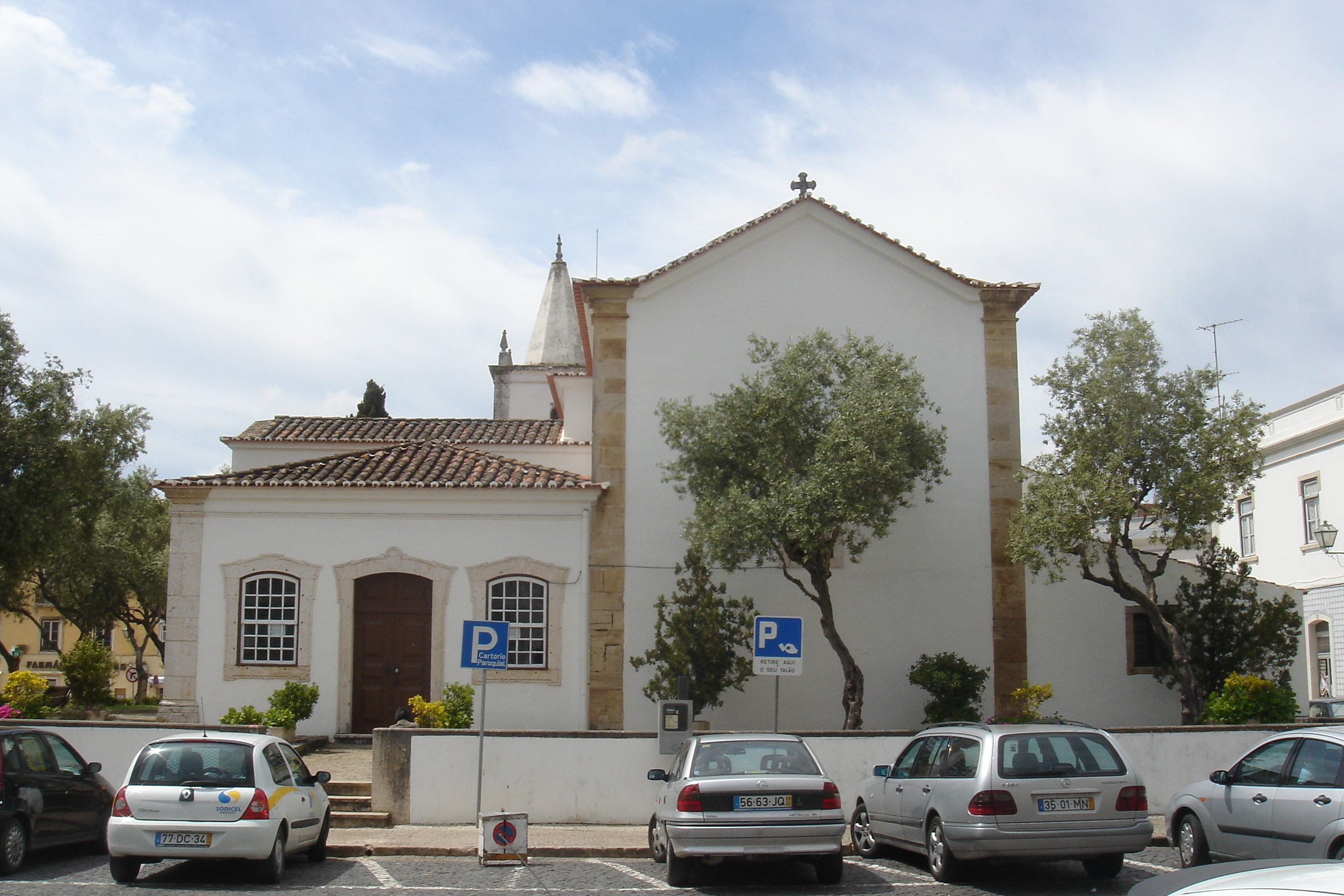
Rückseite der Igreja de S. Pedro, links der Anbau, in dem 1929 das erste Museum eingerichtet wurde, Torres Vedras 16. April 2008.

Am 21. Juni 1929 beschloss die Stadtverwaltung (Câmara Municipal de Torres Vedras) die Gründung eines Museums, das zunächst in einem Anbau an die Sakristei der Kirche des Heiligen Petrus (Igreja de São Pedro) eingerichtet wurde, der erste Direktor war Rafael Salinas Calado. Ihm folgte von 1932 bis 1960 der Arzt Aurélio Ricardo Belo, der sich 1932 dafür einsetzte, dass Leonel Trindade sein Gehilfe und 1934 Vizedirektor wurde. Im Februar 1944 zog das Museum, zusammen mit der Stadtbibliothek, in die Räume der Irmandade da Santa Casa da Misericórdia in der Rua Serpa Pinto. Da die Sammlungen beachtlich zunahmen, brauchte das Museum wieder mehr Raum. Es konnte 1970 die Räume der Stadtbibliothek, die ein eigenes Gebäude bekam, übernehmen. Leonel Trindade ordnete daraufhin die acht Räume folgenden Themenbereichen zu: Archäologie, Napoleonische Kriege, Santa Casa da Misericóridia, Frühe portugiesische Kultur, Fliesensammlung, zeitgenössische Malerei, Munizipium von Torres Vedras, Epigraphik. Nach dem Tod A. R. Belos am 27. Juli 1961 war das Amt des Direktors einige Jahre vakant, bis Leonel Trindade am 14. März 1969 als Direktor nachfolgte. Diese Aufgabe nahm er aktiv wahr bis 1987. Im Jahr 1989 bezog das Museum seinen jetzigen Standort, den Convento da Graça. Dazu stellten am 8. Juli 1989 Mª Isabel Prazeres Soares de Luna und Leonel Joaquim Fernandes Trindade ein neues Projekt vor. Das Museum wurde daraufhin im Juni 1992 im Convento da Graça eröffnet und Isabel Luna übernahm als Konservatorin die Geschäftsführung bis 2006 und seitdem Francisca Ramos. Im Moment befindet sich das Museum in einer Phase der Neugestaltung, so dass der Trakt zur Römischen Epoche, zum Mittelalter und zur Neuzeit mit den Napoleonischen Kriegen vorübergehend geschlossen ist.

## Paläolithikum und Mesolithikum
Paläolithische Steingeräte wurden vor allem in den Sanddünen beim Seebad Santa Cruz und weiter südlich bei Cambelas gefunden. Ein bedeutender mesolithischer Fundplatz Portugals befindet sich in den Dünen bei Ponta da Vigia, am Südrand des Strandes Praia da Santa Rita, aus dem Reste von Herdstellen konserviert wurden.

## Neolithikum, Kupferzeit und Bronzezeit
Im Concelho von Torres Vedras gibt es zahlreiche Fundstellen aus der Kupferzeit, vor allem die oben erwähnte befestigte Siedlung von Zambujal, weitere, vermutlich befestigte, Siedlungen befinden sich in ihrem Hinterland, rechts und links des Tals des Rio Sizandro – z. B. Boiaca, Castro da Fórnea, Penedo, Casal do Sobrigal –, aber auch im Mündungsgebiet des nördlich, etwa parallel fließenden Rio Alcabrichel, dort vor allem der Pico Agudo. Außerdem gibt es zahlreiche Kuppel- und Felskuppelgräber. Berühmt ist der Fund goldener Ohrringe aus dem zerstörten Felskuppelgrab bei Ermegeira, der sich heute im Nationalmuseum für Archäologie (Museu Nacional de Arqueologia) im Stadtteil Belém von Lissabon befindet. Unter den Funden aus kupferzeitlichen Nekropolen sind besonders kleine Anhänger in Form von Kaninchen aus Kalkstein und Elfenbein sowie Schieferplattenidolen, Schmuck aus Callaïs und Gagat-Perlen und kupferne Dolche und Palmelaspitzen zu nennen. Hervorzuheben sind die Nekropolen von Cabeço da Arruda sowie die drei Gräber, deren Fundmaterial auch im Museu Nacional de Arqueologia in Lissabon liegen, Tholos do Barro, Serra das Mutelas und Quinta das Lapas. Die Gefäße der Glockenbecherkultur, die dem Museum in Torres Vedras gehören,  entstammen u. a. der Höhle Cova da Moura (Torres Vedras) und dem Kuppelgrab Tholos de Pai Mogo (Lourinhã). Weitere wichtige Höhlen sind der Abrigo de Carrasca und die Gruta da Portucheira, in der auch u. a. bronzezeitliche Keramik gefunden wurde. Aus der Bronzezeit imponieren die Goldfunde von Bonabal und Outeiro da Cabeça, wichtig sind aus dieser Epoche auch die Funde vom Monte da Pena aus der nächsten Umgebung der Tholos de Barro.

## Eisenzeit
Aus der Eisenzeit stammt der berühmte Fund einer bronzenen phönizischen Kleeblattkanne (auch als birnenförmiges Gefäß bezeichnet: Vaso piriforme) mit den Henkeln eines dazugehörigen Bronzebeckens, die bei Arbeiten auf dem Friedhof der Stadt gefunden wurden. Dieses Gefäß aus dem 7. Jahrhundert v. Chr. gehört zu einer Gruppe, deren Herkunft man in Gadir, dem heutigen Cádiz vermutet. Leider sind diese Funde im Moment nicht in der Ausstellung zu sehen. Es scheint, dass eine eisenzeitliche Siedlung im heutigen Torres Vedras bestand, die zumindest Handelskontakte mit den Phöniziern hatte. Eine wichtige Höhensiedlung dieser Epoche lag auf der höchsten Erhebung Serra do Socorro, direkt auf der Grenze zwischen den concelhos von Torres Vedras und Mafra. Die nächstgelegene phönizische Handelsniederlassung wurde etwa 100 km entfernt in Abul bei Setúbal entdeckt.

## Römische Epoche
In der römischen Abteilung finden sich neben Resten von Keramik, Mosaiken, Säulen, Schmuck und Metallgegenständen aus römischen Villen der Umgebung auch eine Reihe von Inschriftensteinen.

## Frühmittelalter und Mittelalter
Aus dem Frühmittelalter und Mittelalter sind Kapitelle zu sehen sowie eine Sammlung von Grabsteinen und darüber hinaus, auch aus der Renaissancezeit, Gemälde aus verschiedenen Kirchen der Stadt, sowie das oben genannte Grundbuch aus der Zeit des Königs Manuel I. (Regierungszeit: 1495–1521).

## Napoleonische Kriege
Ein Saal ist den Napoleonischen Kriegen gewidmet und damit den Befestigungslinien von Wellington, die vom Atlantischen Ozean bis zum Tejo reichten und mit verschiedenen Forts gesichert wurden. Die entscheidende Schlacht fand bei Vimeiro im Landkreis (concelho) von Torres Vedras statt.